# Songankirivier
De Songankirivier (Zweeds: Songankijoki) is een rivier in de Zweedse provincie Norrbottens län. De rivier begint ten oosten van het dorp Hedenäset in een gebied waarin ook de Peräoja en Lahenoja beginnen. Die beken stromen zuidwaarts, de Songankirivier, hier Navettamaanoja geheten, stroomt naar het noorden, doet Laitamanmeer aan stroomt dan noordwaarts het Armasmeer in. Totale lengte is ongeveer 12 kilometer. Uiteindelijk komt haar water in de Armasrivier en Torne terecht.